# 21ji Made no Cinderella
- 21時までのシンデレラ (Romaji: 21ji Made no Cinderella, tên dịch ra tiếng Anh là Cinderella Until 9:00 P.M.) là Single thứ tám của nhóm Berryz Koubou thuộc Hello! Project. Nó được phát hành vào ngày 3, tháng 8, năm 2005 với nhãn hiệu PICCOLO TOWN và số Catalog PKCP-5056.
- Một bản DVD Single V đã được phát hành vào ngày 17, tháng 8, năm 2005 với cùng nhãn hiệu và số Catalog PKBP-5035.
- Đây là Single cuối cùng còn có sự hiện diện của Ishimura Maiha trước khi cô ấy rời khỏi nhóm.

## Credit
- Sáng tác lời: Tsunku
- Dàn dựng: Konishi Takao

## Danh sách bài hát trên CD
1. 21時までのシンデレラ (Romanji: 21ji Made no Cinderella)
2. 秘密のウ･タ･ヒ･メ (Romanji: Himitsu no U.TA.HI.ME)
3. 21時までのシンデレラ (Instrumental) (21ji Made no Cinderella (Bản nhạc khí))

## Danh sách bài hát trên Single V
1. 21時までのシンデレラ (Romanji: 21ji Made no Cinderella)
2. 21時までのシンデレラ (Dance Shot Ver.) (21ji Made no Cinderella (Bản vũ đạo))
3. メイキング映像 (Quá trình dàn dựng)

## Những buổi biểu diễn trên truyền hình
- Ngày 30, tháng 07, năm 2005 MelodiX!
- Ngày 31, tháng 07, năm 2005 Hello! Morning
- Ngày 05, tháng 08, năm 2005 Music Fighter

## Những buổi biểu diễn phối hợp
- Hello! Project 2005 Natsu no Kayou Show -'05 Selection! Collection!-
- 2005nen Natsu W & Berryz Koubou Concert Tour "HIGH SCORE!"
- Berryz Koubou Live Tour 2005 Aki ~Switch ON!~
- Berryz Koubou Concert Tour 2006 Haru ~Nyoki Nyoki Champion!~
- Berryz Koubou Summer Concert Tour 2006 "Natsu Natsu! ~Anata wo Suki ni Naru Sangenzoku~"
- Berryz Koubou Concert Tour 2007 Natsu ~Welcome! Berryz Kyuuden~
- Berryz Koubou Concert Tour 2008 Aki ~Berikore!~ - Tokunaga Chinami, Kumai Yurina

## Bảng xếp hạng và doanh thu trênOricon
| T. Hai | T. Ba | T. Tư | T. Năm | T. Sáu | T. Bảy | C. Nhật | Xếp hạng trong tuần | Lợi nhuận hàng tuần |
| ------ | ----- | ----- | ------ | ------ | ------ | ------- | ------------------- | ------------------- |
| -      | 5     | 15    | 18     | 18     | 22     | 27      | 13                  | 17.648              |
| 39     | 42    | 47    | -      | -      | -      | -       | 61                  | 1.906               |
| -      | -     | -     | -      | -      | -      | -       | 111                 | 910                 |

Tổng doanh thu: 20.464

## Liên kết khác
- Danh mục bài hát của Berryz Koubou từ UP-FRONT WORKS: CD Lưu trữ ngày 10 tháng 9 năm 2012 tại Wayback Machine, DVD Lưu trữ ngày 10 tháng 9 năm 2012 tại Wayback Machine
- Lời bài hát từ trang projecthello.com: 21ji Made no Cinderella, Himitsu no U.TA.HI.ME
- Dịch lời bởi Kiwi Musume: Cinderella Til 9pm
- Dịch lời bởi Megchan: Secret Songstress Lưu trữ ngày 9 tháng 10 năm 2008 tại Wayback Machine

### Đặt hàng tại
- CD: Amazon JP, CD Japan, Yes Asia[liên kết hỏng]
- Single V DVD: Amazon JP, CD Japan, Yes Asia[liên kết hỏng]